# Isis Pogson
Elizabeth Isis Pogson (28 septembre 1852 - mai 1945) est une astronome et météorologue britannique.
En 1886, Isis Pogson fut la première femme à tenter de joindre officiellement la Royal Astronomical Society, mais des avocats firent valoir qu'y nommer une femme était illégal selon les statuts de l'organisme. Elle y arriva enfin en 1920, soit cinq ans après que l'admission des femmes fut acceptée,.
L'astéroïde (53818) Isispogson porte son nom. L'astéroïde (42) Isis, découvert par Norman Pogson, le père d'Isis Pogson, n'est pas nommé d'après cette dernière mais d'après l'Isis, la partie de la Tamise qui traverse Oxford. Ce nom a été donné à l'astéroïde par le professeur Manuel J. Johnson, directeur de l'Observatoire Radcliffe, à Oxford. Il semble probable qu'Elizabeth Isis Pogson porte également le nom de la rivière. Isis est aussi le nom d'une déesse égyptienne, souvent identifiée à Athor.